# IC 463
IC 463 је лентикуларна галаксија у сазвјежђу Рис која се налази на листи објеката дубоког неба у Индекс каталогу.
Деклинација објекта је + 50° 7' 10" а ректасцензија 7h 11m 0,9s. Привидна величина (магнитуда) објекта IC 463 износи 15,0 а фотографска магнитуда 16,0.